# José Cordeiro
José Cordeiro (Arrifes, 27 de Fevereiro de 1867 — Ponta Delgada, 29 de Novembro de 1908) foi um engenheiro, formado nas escolas de Gand e Paris na especialidade de Engenharia Química, que se distinguiu como o pioneiro da electrificação dos Açores, razão pela qual é lembrado como patrono da fundação homónima.

## Biografia
Nasceu no lugar da Grotinha, Arrifes, ilha de S. Miguel, no seio de uma abastada família de lavradores. Depois de realizar os seus estudos primários e preparatórios numa escola particular de Ponta Delgada, realizou a sua formação universitária École Préparatorie – Genie Civil Arts et Manufactures, da Universidade de Gand, Bélgica e depois na École Centrale des Arts et Manufactures, de Paris, onde concluiu, com distinção, os seus estudos de engenharia na especialidade de Engenharia Química em 1893-1894.
Interessado nos processos de fermentação industrial subjacentes à produção de álcool, então um importante ramo da indústria açoriana devido à industrialização da produção de álcool a partir de batata-doce, e na beterraba-açucareira, realizou estágios profissionais em França (1894), em fábricas de açúcar e estearina, e na Alemanha, em fábricas de álcool e cerveja.
Terminados os estágios regressou aos Açores com o objectivo de empregar na fábrica de álcool da Lagoa, que então estava em grande crescimento e alimentava uma importante cultivo de batata-doce na ilha. Contudo, desentendimentos quanto à técnica utilizada levou a que pouco depois partisse para Lisboa, onde se empregou na Companhia de Gás de Lisboa, onde trabalhou em 1895 e 1896.
A sua permanente insatisfação, levou a que em 1896 partisse para a América do Sul, tendo viajado pela Argentina e depois no Chile, onde trabalhou numa fábrica de salitre movida a energia hidroeléctrica. Essa experiência levou a que se interessasse pela hidroelectricidade e pelos usos da energia eléctrica, razão pela qual regressou à ilha de São Miguel com o intuito averiguar a possibilidade de aproveitar algumas das suas ribeiras e introduzir na ilha o uso da electricidade.
Depois de diversas tentativas goradas, conseguiu que a Câmara Municipal de Vila Franca do Campo lhe adjudicasse a iluminação eléctrica da vila. Para esse empreendimento conseguiu em 1899, em Paris, os financiamentos necessários, adquirindo em França os necessários equipamentos. Por acção de Luís Poças Falcão, ao tempo deputado nas Cortes eleito pelo círculo de Ponta Delgada, obteve isenção de direitos aduaneiros para a importação desses equipamentos, o que lhe permitiu concretizar o projecto.
As tomadas de água e pequenas albufeiras que construiu na Ribeira da Praia, foram as primeiras estruturas em que foi utilizado cimento armado nos Açores. Com base nas centrais hidroeléctricas que construiu, entre 1900 e 1905, montou a rede de iluminação eléctrica em Vila Franca do Campo, Ribeira Grande, Ponta Delgada e Lagoa.
Empreendedor e criativo, tentou diversificar a sua actividade industrial, fazendo estudos experimentais visando a produção de açúcar a partir da beterraba açucareira, cuja cultura foi então introduzida em São Miguel. Também projectou linhas de viação eléctrica, sobre carris, entre Ponta Delgada e a Ribeira Grande e entre Ponta Delgada e Furnas, projecto que não se concretizou. José Cordeiro foi proprietário do primeiros automóvel que circulou nos Açores.
Iniciou uma importante fase de expansão da sua empresa em 1907, ao adquirir a fábrica de gás de cidade que então operava no lugar da Calheta de Pero de Teive, em Ponta Delgada. Naquele local instalou a sede da sua Empresa de Electricidade e Gás, Lda., a antecessora directa da actual EDA.
Faleceu subitamente aos 41 anos de idade, deixando múltiplos projectos inacabados, a maioria dos quais não tiveram continuidade.